# کنسرت محمدرضا شجریان و گروه آوا
کنسرت محمدرضا شجریان و گروه آوا نام یک آلبوم تصویری موسیقی سنتی ایرانی است با صدای محمدرضا شجریان و همایون شجریان و اجرای گروه آوا که سال ۱۳۸۶ اجرا شده‌است و توسط شرکت دل آواز در سال ۱۳۸۷ منتشر شده‌است. این مجموعه شامل دو بخش می‌باشد. بخش اول که سخن عشق نام دارد شامل قطعاتی از ساخته‌های محمدرضا شجریان و مجید درخشانی بر اساس اشعاری از سعدی می‌باشد. بخش دوم نیز که غوغای عشق‌بازان نام‌گذاری شده قطعاتی از محمدرضا شجریان و سعید فرج‌پوری روی اشعاری از سعدی را در بر می‌گیرد و در قالب یک آلبوم استودیویی انتشار یافته‌است. این کنسرت برای بزرگ داشت سعدی شیرازی برگزار شده‌است. در این کنسرت هم مانند دیگر کنسرت‌های شجریان در انتهای کنسرت تصنیف مرغ سحر هم اجرا شد.

## شرح آلبوم

### هنرمندان
اعضای گروه آوا:
- محمدرضا شجریان: آواز
- همایون شجریان: تنبک و آواز
- مجید درخشانی: تار
- سعید فرج‌پوری: کمانچه
- محمد فیروزی: عود (بربط)
- حسین رضایی‌نیا: دف

### فهرست آهنگ‌ها
این مجموعه شامل دو بخش می‌باشد: بخش اول که سخن عشق نام دارد شامل قطعاتی از ساخته‌های محمدرضا شجریان و مجید درخشانی بر اساس اشعاری از سعدی می‌باشد. بخش دوم نیز که غوغای عشق‌بازان نام‌گذاری شده قطعاتی از محمدرضا شجریان و سعید فرج‌پوری روی اشعاری از سعدی را در بر می‌گیرد و در قالب یک آلبوم استودیویی انتشار یافته‌است.

### متن آهنگ‌ها

#### اشعار بخش دوم: غوغای عشق‌بازان
تصنیف مرغ سحر 
- شعر از ملک الشعرا بهار

مرغ سحر ناله سرکن، داغ مرا تازه‌تر کن
ز آه شرربار این قفس را برشکن و زیر و زبر کن
بلبل پَر بسته ز کنج قفس درآ، نغمهٔ آزادی نوع بشر سرا
وز نفسی عرصهٔ این خاک توده را پرشرر کن
ظلم ظالم، جور صیاد آشیانم داده بر باد
ای خدا، ای فلک، ای طبیعت، شام تاریک ما را سحر کن
نوبهار است، گل به بار است، ابر چشمم، ژاله‌بار است
این قفس، چون دلم، تنگ و تار است
شعله فکن در قفس ای آه آتشین
دست طبیعت گل عمر مرا مچین
جانب عاشق نگَه‌ای تازه گل از این، بیشتر کن
مرغ بی دل شرح هجران مختصر، مختصر کن